# Joel Wachs
Joel Wachs (sinh ngày 1 tháng 3 năm 1939) là chủ tịch của Quỹ Andy Warhol cho Nghệ thuật Thị giác ở Thành phố New York. Trong ba mươi năm, ông là thành viên của Hội đồng Thành phố Los Angeles, nơi ông nổi tiếng với việc quảng bá nghệ thuật, ủng hộ các nguyên nhân đồng tính, chủ trương kiểm soát tiền thuê nhà và các biện pháp tự do khác.
Wachs chưa kết hôn là một người đồng tính nam sống khép kín cho đến khi chuẩn bị tranh cử thị trưởng năm 1999 ở tuổi sáu mươi. Bill Rosendahl, người điều hành chương trình truyền hình về vấn đề công khai, hỏi ông rằng: "Bạn có phải là người đồng tính nam không?" Wachs trả lời: "Tôi và tôi rất tự hào về những gì tôi đã làm cho cộng đồng và tôi cũng rất tự hào vì những gì tôi đã làm cho cộng đồng là những gì tôi đã làm cho tất cả cộng đồng."

## Đầu đời
Wachs sinh ngày 1 tháng 3 năm 1939, ở Scranton, Pennsylvania, con trai của Archie và Hannah Wachs, một giáo viên. Cha của ông là một người Do Thái nhập cư từ Ba Lan, ông điều hành một cửa hàng tạp hóa và bán thịt. Cậu con trai nhỏ của hai cậu con trai, Joel "bị bệnh sốt cỏ khô nghiêm trọng đến mức vào cao điểm của mùa cỏ dại, cha mẹ ông đã cho ông ngồi trong phòng giữ lạnh của cửa hàng, mặc một chiếc áo khoác lông thú, để giúp ông thở." Họ chuyển đến Los Angeles khi Wachs lên 10 tuổi, nơi gia đình ông trở nên giàu có với chuỗi cửa hàng quần áo nữ giá rẻ. Joel lớn lên ở Vermont Knolls, giữa các đường số 79 và 83 và Đại lộ Vermont và Normandie.
Ông theo học trường trung học cơ sở Horace Mann và trường trung học Washington, sau đó là trường UCLA, nơi các Wachs "thích giao du" là chủ tịch của sinh viên năm nhất và các lớp  cơ sở của mình, và của nhóm sinh viên, và từ khi nào ông tốt nghiệp vào năm 1961. Ông lấy bằng tại Trường Luật Harvard và sau đó là bằng thạc sĩ về thuế tại Đại học New York. Khi ở Los Angeles, ông sống ở Studio City.
Sau khi hoàn thành chương trình học và trước khi bắt đầu sự nghiệp đại chúng, Wachs là luật sư của công ty Grey, Binkley & Pfaelzer ở Los Angeles, sau này trở thành Kadison, Pfaelzer, Woodard & Quinn, và hành nghề luật sư trong 5 năm. Ông nói với một phóng viên vào năm 1991: "Tôi không thích hành nghề luật thuế... kết quả của những nỗ lực của tôi là tìm cách tiết kiệm tiền cho người giàu. Và tôi không thấy điều đó thỏa mãn."

## Đời tư
Ông có một tính cách huênh hoang. Khi mới được bầu vào Hội đồng Thành phố Los Angeles, ông đã đưa ra một sắc lệnh chế nhạo được cho là sẽ đánh thuế tất cả cư dân nam dựa trên kích thước bộ phận sinh dục của họ. Thỉnh thoảng ông lại kêu lên "Vui quá!" giữa cuộc họp của ủy ban. Các đồng nghiệp mô tả ông là "một chàng trai nhân văn, nhiều trái tim" và sử dụng các tính từ "rất sáng sủa và trí tuệ", "tình cảm" đến "hơi cuồng loạn."